# Dovjak
Dovjak je priimek v Sloveniji, ki ga je po podatkih Statističnega urada Republike Slovenije na dan 1. januarja 2010 uporabljalo 127 oseb in je med vsemi priimki po pogostosti uporabe uvrščen na 3.507. mesto.

## Znani nosilci priimka
- Anže Dovjak, avtomobilistični dirkač
- Juš Dovjak, literarni kritik, voditelj...
- Krištof Dovjak (*1973), dramatik in pesnik, dramaturg, kritik
- Maja Dovjak-Plešej (1959-2003), zdravstvena delavka
- Marjan Dovjak (1928–1971), slikar
- Martin Dovjak (1821–1854), misijonar, raziskovalec Afrike (Sudan)
- Martin Dovjak (*1970), slikar, pesnik (pedagog iz Sel na avstrijskem Koroškem)
- Mateja Dovjak, gradbenica, prof. FGG UL
- Rok Dovjak, slovenist, lektor TVS
- Tone Dovjak, alpinist